# Джеймс, Эдвин
Эдвин Джеймс (англ. Edwin James, 27 августа 1797 — 28 октября 1861) — американский ботаник, геолог, хирург, защитник окружающей среды.

## Биография
Эдвин Джеймс родился в Вермонте 27 августа 1797 года. Он был самым младшим из тринадцати детей.
В 1823 году Джеймс опубликовал двухтомник Expedition to the Rocky Mountains, 1818–19 — сообщение об исследовании того, что сейчас известно как Пайкс-Пик.
В 1829 году он был назначен ботаником, геологом и хирургом в исследовательской экспедиции.
В 1830 году он подробно записал со слов белого поселенца из Кентукки Джона Теннера его воспоминания о жизни с индейцами шауни, оттава и оджибве, опубликовав их в Нью-Йорке под заглавием «Рассказ о похищении и приключениях Джона Теннера во время тридцатилетнего пребывания среди индейцев»/«A Narrative of the Captivity and Adventures of John Tanner during Thirty Years Residence Among the Indians» (рус. пер. 1963 года «Тридцать лет среди индейцев»).
Эдвин был защитником окружающей среды и ранним сторонником гражданских прав для коренных африканцев и афроамериканцев.
Эдвин Джеймс умер в Берлингтоне 28 октября 1861 года.

## Научная деятельность
Эдвин Джеймс специализировался на семенных растениях.

## Публикации
- Edwin James. Expedition to the Rocky Mountains, 1818–19. 1823[2].
- John Tanner, Edwin James. A Narrative of the Captivity and Adventures of John Tanner, (U.S. Interpreter At the Saut De Ste. Marie,) During Thirty Years Residence Among the Indians in the Interior of North America. New York: G. & C. & H. Carvili, 1830[3]. (Переведена Ю.Я. Ретеюмом и издана издательством «Иностранная литература» в Москве в 1963 г.)

## Почести
В честь Джеймса были названы роды растений Jamesia Nees, Jamesia Raf. и Jamesia Torr. & A.Gray.
В его честь были также названы следующие виды растений:
- Stomatium jamesii L.Bolus[8]
- Anthericum jamesii Baker[9]
- Asclepias jamesii Torr.[10]
- Aster jamesii Kuntze[11]
- Berberis jamesii Hort. ex Lavallée[12]
- Cryptantha jamesii Payson[13]
- Caesalpinia jamesii (Torr. & A.Gray) Fisher[14]
- Polanisia jamesii (Torr. & A.Gray) Iltis[15]
- Alsine jamesii (Torr.) Holz.[16]
- Carex jamesii Torr. var. ultriformis Kük.[17]
- Dracaena jamesii Hort.[18]
- Acuan jamesii Wooton[19]
- Frankenia jamesii Torr. ex A.Gray[20]
- Gentiana jamesii Hemsl.[21]
- Paronychia jamesii Torr. & A.Gray subvar. subglabra Chaudhri[22]
- Leucas jamesii Baker[23]
- Psoralea jamesii Torr.[24]
- Sida jamesii Baker f.[25]
- Desmanthus jamesii Torr. & A.Gray var. fendleri S.Watson[26]
- Onagra jamesii Small[27]
- Ida jamesii Oakeley[28]
- Stypandra jamesii Hopper[29]
- Andropogon jamesii Torr.[30]
- Eriogonum jamesii Benth. var. xanthum (Small) Reveal[31]
- Boykinia jamesii Engl. in Engl. & Prantl[32]
- Rhamphicarpa jamesii Skan[33]
- Smilax jamesii G.A.Wallace[34]
- Solanum jamesii var. sinclairii Bitter & Correvon[35]